# 太田資胤
太田 資胤（おおた すけたね、享保元年（1716年） - 天明6年5月24日（1786年6月20日））は、江戸時代中期の水戸藩家老。第5代藩主徳川宗翰に仕え、藩政改革を実施した。

## 生涯
陸奥棚倉藩主太田資晴の次男として生まれる。縁戚である水戸藩家老太田資真の養子となる。家禄を継いで2000石。通称は下野守。
寛延2年（1749年）9月、水戸藩老中として省略掛（財政緊縮掛）に任じられ、宝暦6年（1756年）4月、致仕となるまで8年間、財政立て直しと民政の改革を推進した。宝暦5年（1755年）12月、改革の成果で江戸・水戸の藩士の給分を遅滞なく与えることができたので、功を賞して700石を加増された。一方で、同じく12月、太田資胤が負傷したと伝えられ、『水戸紀年』には「悪説紛々タリ」とある。翌宝暦6年（1756年）4月、致仕、松斎と号した。天明6年（1786年）5月24日、71歳で死去。

## 家系
水戸藩家老太田家の祖の太田正重は、掛川藩太田家の初代太田資宗の兄である。太田正重は、水戸藩初代藩主徳川頼房の准母・英勝院の縁で頼房に仕えたが病弱で早世。その子太田資正が水戸藩家老となり、以後累代の家老となった。